# Electric Dirt
Electric Dirt é um álbum lançado pelo músico estadunidense Levon Helm, seu terceiro trabalho solo desde American Son, de 1982. Em janeiro de 2010, foi premiado com um Grammy na categoria estreante Best Americana Album.
| Críticas profissionais                                                      | Críticas profissionais |
| Avaliações da crítica                                                       | Avaliações da crítica  |
| Fonte                                                                       | Avaliação              |
| --------------------------------------------------------------------------- | ---------------------- |
| Allmusic                                                                    | [ 2 ]                  |
| Rolling Stone                                                               | [ 3 ]                  |
| Esta tabela precisa de ser acompanhada por texto em prosa. Consulte o guia. |                        |

## Faixas
1. "Tennessee Jed" (Jerry Garcia, Robert Hunter) - 5:58
2. "Move Along Train" (Roebuck Staples) - 3:22
3. "Growing Trade" (Levon Helm, Larry Campbell) - 4.22
4. "Golden Bird" (Happy Traum) - 5:11
5. "Stuff You Gotta Watch" (Muddy Waters) - 3:38
6. "White Dove" (Carter Stanley) - 3:29
7. "Kingfish" (Randy Newman) - 4:24
8. "You Can’t Lose What You Ain’t Never Had" (Muddy Waters) - 4:01
9. "When I Go Away" (Larry Campbell) - 4:32
10. "Heaven’s Pearls" (Anthony Leone, Byron Isaacs, Fiona McBain, Amy Helm, Glenn Patscha) - 4:09
11. "I Wish I Knew How it Would Feel To Be Free" (Richard Carroll Lamp, Willy E. Taylor) - 3:25
12. "That's Alright" (somente no iTunes) – 4:50